# Élection présidentielle estonienne de 2016
L’élection présidentielle estonienne de 2016 (en estonien, 2016. aasta Eesti presidendivalimised) se tient au scrutin indirect les 29 et 30 août 2016 pour les trois premiers tours et le 24 septembre pour les quatrième et cinquième tour, afin d'élire le président de la république d'Estonie. Le président sortant, Toomas Hendrik Ilves n'est plus rééligible, celui ci ayant accompli deux mandats de cinq ans.

## Système électoral
Le président de la République d'Estonie est élu au scrutin indirect pour un mandat de cinq ans, renouvelable une seule fois de manière consécutive.
La procédure peut prendre jusqu'à cinq tours de scrutin, via deux collèges électoraux différents. Aux trois premiers tours de scrutin, seuls votent les 101 députés membres du Riigikogu. Pour être élu, tout candidat doit recueillir le soutien d'au moins deux tiers du total des députés, soit en l'espèce 68 voix. En cas d'échec au premier tour, un deuxième tour a lieu le lendemain. Si celui-ci ne permet pas de désigner un nouveau chef de l'État, un troisième tour de scrutin est tenu le même jour, où seuls peuvent se présenter les deux candidats arrivés en tête du deuxième tour. Bien que réduit à deux candidats, ce troisième tour peut malgré tout ne pas dégager de vainqueur, le quorum des deux tiers étant maintenu.
Si personne n'a été élu à l'issue de ces trois tours, un collège électoral, constitué des députés et de représentants des collectivités locales, est convoqué par le président du Riigikogu dans un délai d'un mois. Est alors élu celui qui obtient la majorité absolue des voix. Si ce quatrième tour est infructueux, un cinquième est organisé selon les mêmes règles. En cas d'échec de ces deux tours par le collège électoral, la procédure retourne au parlement pour y être recommencée depuis le début.

### Conditions de candidature
Aux deux premiers tours, seuls peuvent être candidats les citoyens estoniens âgés d'au moins 40 ans et pouvant justifier du soutien d'au moins un cinquième des députés, c'est-à-dire 21 élus. Au quatrième tour, outre les deux candidats ayant obtenu le plus grand nombre de voix au Riigikogu, tout citoyen justifiant du soutien de 21 membres du collège électoral a le droit d'être candidat.

## Riigikogu

### Candidats

#### Candidats confirmés
| Candidats confirmés                                                                                | Candidats confirmés | Candidats confirmés                                                               | Candidats confirmés                                                                                          |
| -------------------------------------------------------------------------------------------------- | --- | --------------------------------------------------------------------------------- | --- |
| Allar Jõks Union de la patrie et Res Publica et Parti libre d'Estonie Ancien chancelier de justice | Siim Kallas Parti de la réforme et Parti social-démocrate (2e et 3e tour) Ancien Premier ministre et commissaire européen | Mailis Reps Parti du centre Membre du Parlement, ancienne ministre de l’Éducation | Eiki Nestor Parti social-démocrate et Parti de la réforme (1er tour) Président du Riigikogu, ancien ministre |

#### Désignation
Le 25 mai 2016, le Parti social-démocrate (SDE), approuve la candidature du président du Riigikogu Eiki Nestor tandis que l'Union de la patrie et Res Publica (IRL) propose Allar Jõks. Ce dernier obtient également le 6 août suivant le soutien du Parti libre d'Estonie (EVA).
Le 11 juin, le Parti du centre (EK) élit l'ancienne ministre Mailis Reps par 53 % des voix et avec le soutien de 30 députés. Elle est préférée à l'ancien maire de Tallinn, Edgar Savisaar.
Le 12 juin, le Parti populaire conservateur (EKRE) nomme son président Mart Helme comme son candidat mais avec seulement le soutien de sept députés, sa candidature ne peut être validée.
Le 3 août, le Parti de la réforme (ERE) nomme Siim Kallas, ancien Premier ministre et commissaire européen comme son candidat officiel.
Le 23 août, le Parti social-démocrate et le Parti de la réforme annoncent s'être entendus pour soutenir lors du premier tour Eiki Nestor, l'actuel président du Riigikogu. Si celui-ci ne parvenait pas à être élu, c'est Siim Kallas qui sera soutenu pour les deuxième et troisième tour de scrutin.

### Candidats potentiels
Les candidats peuvent être désignés par un cinquième, soit 21, des députés du Riigikogu. À côté des candidats confirmés, les personnes suivantes sont prêtes à être candidats si elles sont désignées:
- Jaak Jõerüüt (et), ambassadeur, ancien ministre de la Défense[7],

- Marina Kaljurand, ambassadrice, ministre des Affaires étrangères[8],

- Urmas Paet, membre du Parlement européen, ancien ministre des Affaires étrangères[9],

### Candidats dont la candidature n'a pas été validée
- Mart Helme, président du Parti populaire conservateur d'Estonie[10] a été désigné candidat de son parti mais n'a pas réussi à obtenir le nombre requis de députés pour que sa candidature soit validée.

## Sondages d'opinion
Bien que le président soit élu au Riigikogu, il y a de nombreux sondages de l'opinion publique.
| Source du sondage | Date(s)       | Taille de l'échantillon |                |               |             |            |             |           |          |            |           |            |           |
| ----------------- | ------------- | ----------------------- | -------------- | ------------- | ----------- | ---------- | ----------- | --------- | -------- | ---------- | --------- | ---------- | --------- |
| Source du sondage | Date(s)       | Taille de l'échantillon |                |               |             |            |             |           |          |            |           |            |           |
| Source du sondage | Date(s)       | Taille de l'échantillon | Kaljurand Ind. | Savisaar Kesk | Tarand Ind. | Kallas Ref | Rüütel EKRE | Ergma IRL | Paet Ref | Helme EKRE | Jõks Ind. | Nestor SDE | Reps Kesk |
| TNS Emor          | Juin 2016     | 1 375                   | 25%            | 14%           | 6%          | 11%        | –           | –         | 4%       | 5%         | 11%       | 2%         | 2%        |
| TNS Emor          | Avril 2016    | 1 293                   | 30%            | 14%           | 10%         | 12%        | –           | –         | –        | 5%         | 3%        | 2%         | –         |
| Turu-uuringute AS | Janvier 2016  | 1 001                   | 23%            | 14%           | 9%          | 8%         | 5%          | 4%        | 3%       | –          | –         | 3%         | –         |
| TNS Emor          | Décembre 2015 | –                       | 20,3%          | 12,6%         | 9,5%        | 10,6%      | 3,2%        | 4%        | 2,9%     | –          | –         | 1,4%       | –         |
| TNS Emor          | Août 2015     | 1 203                   | 14,3%          | 13,2%         | 10,1%       | 11,2%      | 3,4%        | 5,4%      | 4,8%     | –          | –         | 2,3%       | –         |
| TNS Emor          | Mars 2015     | 1 251                   | 10,4%          | 13%           | 9,6%        | 13%        | 3,6%        | 6,7%      | –        | –          | –         | 1,3%       | –         |

### Résultats
Le 29 août, le président du Riigikogu, Eiki Nestor n'obtient que 40 voix au premier tour alors qu'il lui en faut 68 pour être élu. À la suite de cet échec, il retire sa candidature. Le lendemain, le Parti social-démocrate et le Parti de la réforme proposent Siim Kallas, ancien Premier ministre, comme candidat.
Lors du second tour, le 30 août, Siim Kallas arrive en tête avec 45 voix tandis que Mailis Reps obtient 32 voix et Allar Jõks 20 voix.
Pour le troisième tour, seuls les deux candidats arrivés en tête lors du vote précédent peuvent y participer. Siim Kallas obtient 42 voix et Mailis Reps obtient 26 voix, loin des 68 voix nécessaires pour être élu.
| Candidate              | Premier tour | Premier tour | Second tour | Second tour | Troisième tour | Troisième tour |
| Candidate              | Votes        | %            | Votes       | %           | Votes          | %              |
| ---------------------- | ------------ | ------------ | ----------- | ----------- | -------------- | -------------- |
| Allar Jõks             | 25           | 24,75        | 21          | 20,79       |                |                |
| Siim Kallas            | –            | –            | 45          | 44,55       | 42             | 41,58          |
| Eiki Nestor            | 40           | 39,60        | –           | –           |                |                |
| Mailis Reps            | 26           | 25,74        | 32          | 31,68       | 26             | 25,74          |
| Invalidés/Votes blancs | 8            | 7,92         | 1           | 0,99        | 30             | 29,70          |
| Abstentions            | 2            | 1,98         | 2           | 1,98        | 3              | 2,97           |
| Total                  | 101          | 100,00       | 101         | 100,00      | 101            | 100,00         |

## Collège électoral
Le troisième tour ayant échoué à faire élire un nouveau président, le collège électoral, constitué des députés et de représentants des collectivités locales, soit au total 335 membres, est convoqué par le président du Riigikogu pour le 24 septembre. Sera élu celui ou celle qui obtiendra la majorité absolue des voix de 168 au premier tour ou au second tour.
Le 12 septembre 2016, Marina Kaljurand démissionne de son poste de ministre des Affaires étrangères et annonce sa candidature à l'élection présidentielle ayant reçu le soutien de 21 membres du collège électoral.
Le 20 septembre 2016, le président du Parti populaire conservateur d'Estonie, Mart Helme, annonce sa candidature. Il obtient les 21 voix nécessaires pour être candidat.

### Candidats
| Candidats confirmés                                                                                | Candidats confirmés                                                             | Candidats confirmés                                                               | Candidats confirmés                                                             | Candidats confirmés                                                                               |
| -------------------------------------------------------------------------------------------------- | ------------------------------------------------------------------------------- | --------------------------------------------------------------------------------- | ------------------------------------------------------------------------------- | ------------------------------------------------------------------------------------------------- |
| Allar Jõks Union de la patrie et Res Publica et Parti libre d'Estonie Ancien chancelier de justice | Siim Kallas Parti de la réforme Ancien Premier ministre et commissaire européen | Mailis Reps Parti du centre Membre du Parlement, ancienne ministre de l’Éducation | Mart Helme Parti populaire conservateur Membre du Parlement, ancien ambassadeur | Marina Kaljurand Parti social-démocrate Ancienne ministre des Affaires étrangères et ambassadrice |

### Résultats
| Candidate              | Quatrième tour | Quatrième tour | Cinquième tour | Cinquième tour |
| Candidate              | Votes          | %              | Votes          | %              |
| ---------------------- | -------------- | -------------- | -------------- | -------------- |
| Mart Helme             | 16             | 4,78           | -              | -              |
| Allar Jõks             | 83             | 24,78          | 134            | 40             |
| Marina Kaljurand       | 75             | 22,39          | -              | -              |
| Siim Kallas            | 81             | 24,18          | 138            | 41,19          |
| Mailis Reps            | 79             | 23,58          | -              | -              |
| Invalidés/Votes blancs | 0              | 0              | 60             | 17,91          |
| Abstentions            | 1              | 0,03           | 3              | 0,09           |
| Total                  | 335            | 100,00         | 335            | 100,00         |

## Retour au Parlement
Pour la première depuis l'indépendance du pays en 1991, le président n'est pas élu après les 5 premiers tours. La procédure recommençant, le sixième tour sera similaire au premier et aura lieu le 3 octobre 2016.

### Candidats
Le 24 septembre, après le dévoilement des résultats du cinquième tour, les candidats Allar Jõks, Siim Kallas, Mart Helme et Marina Kaljurand annoncent qu'ils ne participeront pas au sixième tour. S'ensuit une inquiétude face à une éventuelle future crise constitutionnelle, les autres candidats n'ayant toujours pas confirmé leur participation.
Le 27 septembre, le conseil des anciens du Parlement estonien (composé du président et des deux vice-présidents du Parlement et des présidents de groupe parlementaire), dans le but de trouver un candidat commun pour tous les partis, décide de proposer le nom de Kersti Kaljulaid, ancienne membre de la Cour des comptes européenne comme candidate. La proposition est accueillie favorablement par les partis représentés au Parlement, la plupart des députés soutenant cette candidature.

### Résultats
| Candidate              | Sixième tour | Sixième tour |
| Candidate              | Votes        | %            |
| ---------------------- | ------------ | ------------ |
| Kersti Kaljulaid       | 81           | 80,19        |
| Invalidés/Votes blancs | 17           | 16,83        |
| Abstentions            | 3            | 2,98         |
| Total                  | 101          | 100,00       |